# Misgana Wakuma Fekansa
Misgana Wakuma Fekansa (* 5. Juli 2004 in Wonchi, Oromia) ist ein äthiopischer Geher.

## Sportliche Laufbahn
Misgana Wakuma Fekansa bestritt 2022 seine ersten internationalen Wettkämpfe im Gehen. In diesem Jahr wurde er im Frühjahr äthiopischer U20-Meister. Im Sommer trat er bei den Afrikameisterschaften auf Mauritius an. In dem Wettkampf über 20 km verpasste er als Vierter knapp eine Medaille. 2023 trat er bei den U20-Afrikameisterschaften auf Sambia an und konnte im Wettkampf über 10.000 m die Goldmedaille gewinnen. 2024 startete Fekansa im März zunächst bei den Afrikaspielen in Ghana und konnte mit der Goldmedaille seine ersten internationalen Titel im Erwachsenenbereich gewinnen. Im Ziel hatte er genau eine Sekunde Vorsprung auf den Zweitplatzierten Athleten aus Kenia, Samuel Gathimba. Einen Monat später trat er in Antalya im Rahmen der Geher-Team-Weltmeisterschaften im Wettkampf über 20 km an. Darin belegte er mit Nationalrekord in 1:20:51 h den zehnten Platz.

## Wichtige Wettbewerbe
| Jahr                  | Veranstaltung             | Ort                   | Platz                 | Disziplin             | Weite                 |
| Startet für Äthiopien | Startet für Äthiopien     | Startet für Äthiopien | Startet für Äthiopien | Startet für Äthiopien | Startet für Äthiopien |
| --------------------- | ------------------------- | --------------------- | --------------------- | --------------------- | --------------------- |
| 2022                  | Afrikameisterschaften     | Saint-Pierre          | 4.                    | 20 km Gehen           | 1:22:48 h             |
| 2023                  | U20-Afrikameisterschaften | Sambia                | 1.                    | 10.000 m Bahngehen    | 41:36,64 min          |
| 2024                  | Afrikaspiele              | Accra                 | 1.                    | 20 km Gehen           | 1:28:05 h             |
| 2024                  | Olympische Spiele         | Paris                 | 6.                    | 20 km Gehen           | 1:19:31 h             |

## Persönliche Bestleistungen
Freiluft
- 10.000-m-Bahngehen: 41:36,64 min, 2. Mai 2023, Ndola
- 20-km-Gehen: 1:19:31 h, 1. August 2024, Paris; (äthiopischer Rekord)